# TED (устройство)
TED (аббревиатура от англ. Turtle Excluder Device — устройство, улавливающее черепах) — предохранительное устройство, которое позволяет самостоятельно освободиться захваченной тралом морской черепахе.
TED был разработан в 1970-х годах рыбаком по имени Бун Синки, который стремился уменьшить нежелательный прилов. Это устройство оказалось весьма эффективным. Данные устройства дёшевы, просты в эксплуатации и практически не снижают улова креветок.
Перед входом в траловый мешок устанавливают металлическую решётку, которая не препятствует прохождению через неё креветок, но при этом задерживает морских черепах и других крупных животных (более 10 см), случайно попавших в трал. Сбоку от решетки располагается окно, через которое они могут освободиться. Прутья решётки выполнены наклонно в сторону окна. При правильной установке и эксплуатации оно спасает до 97 % черепах.
В 1987 году власти Соединённых Штатов потребовали, чтобы все тралы для ловли креветок в стране оснащались подобным устройством.

## Особенности
Крупные морские черепахи, в первую очередь взрослые логгерхеды и кожистые слишком велики, чтобы освободиться через люк, установленный в большинстве TED.
Достоинства:
- Увеличивают вместимость трала.
- Снижают риск повреждения улова.

Недостатки:
- Могут быстро забиваться различным мусором и блокировать вход в трал.